# Mercure françois
Ne doit pas être confondu avec Mercure de France ou Mercure du XIXe siècle.

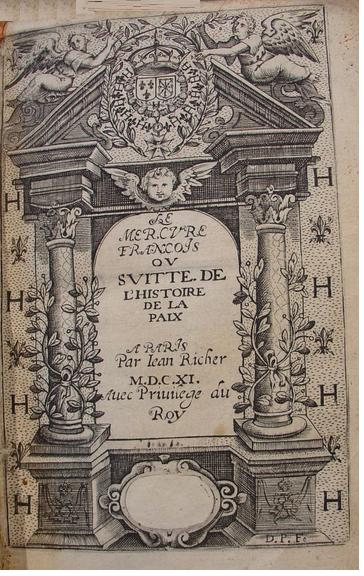
Frontispice de l'édition de 1611.

Le Mercure françois est une publication périodique, considérée comme la première revue française connue à être rédigée directement en langue française, et non en latin.
Son titre complet est : Le Mercure françois ou la Suitte de l'histoire de la paix commençant l'an 1605 pour suite du Septénaire du D. Cayer, et finissant au sacre du très grand Roy de France et de Navarre Louis XIII.
De parution annuelle et éditée au format in-octavo, elle est fondée à Paris par les imprimeurs-libraires Jean et Estienne Richer au tout début du XVIIe siècle, « rue Saint-Jean-de-Latran à l'enseigne de l’Arbre verdoyant et en sa boutique du Palais sur le Perron Royal vis-à-vis de la Galerie des prisonniers » comme l'indiquent certains frontispices illustrés d'une gravure, et portant la mention du privilège du roi.
Le « Septénaire du D. Cayer » mentionné dans le titre complet fait référence à Pierre Victor Palma Cayet (ou Cayer) auteur d'une part de la Chronologie septénaire de l'histoire de la paix entre les rois de France et d'Espagne, imprimé à Paris par Jean Richer (de 1605 à 1612), et, d'autre part, de la Chronologie novenaire, contenant l'histoire de la guerre, sous le règne du très chrestien Roy de France et de Navarre, Henri III (Paris, Jean Richer, 1608) qui peuvent être classés parmi les ouvrages de l'histoire et non comme revue.

Dans la « préface au lecteur », Richer écrit : 

« Je te donne dans ce livre les choses les plus remarquables [...], lesquelles mon messager (que j'appelle Mercure françois) m'a apporté des quatre parties du monde, en diverses langues. »

Se présentant donc à la fois comme la reprise et la continuation des récits de Cayet, le Mercure françois voit son premier volume publié en 1611 et relate annuellement les faits marquants à partir de l'année 1605.
Il contient le récit des événements publics, les actes gouvernementaux et des pièces historiques relatives à l’état de l’Europe. En 1630, il publie des annonces d’objets à vendre ou à échanger. Dès 1637, le Mercure françois paraît chaque semaine, sous le titre Gazette, à l’origine de La Gazette de France.
À partir de 1594, commençait de paraître à Cologne deux fois l'an le Mercurius gallobelgicus, l'un des plus anciens périodiques connus, et qui fut le premier à utiliser le terme de « mercure » dans son titre.
Le titre sera repris en 1638 par Théophraste Renaudot.
Peu à peu, l'édition prend du retard, et le dernier volume sort des presses en 1648 mais porte sur l'année 1644.

## Liens